# Виктория (бухта)
Бухта Виктория (Виктория-Харбор или Вэйдолияган) — естественная гавань, расположенная между островом Гонконг и полуостровом Коулун в Гонконге. С восточной стороны ограничена узким проливом Лиюймынь. Глубина вод в гавани, защищённость от тайфунов и стратегическое расположение в Южно-Китайском море сыграли важную роль в постепенном создании на территории Гонконга британской колонии и её последующего развития как крупного центра торговли. Иногда данную гавань называют «жемчужиной Востока».
На протяжении всей своей истории по отношению к гавани предпринималось множество мелиоративных проектов, осуществляемых на обоих берегах, многие из которых вызвали споры в последующие годы. Последствиями мелиоративных работ было возникновение экологических проблем — ухудшение качества воды и уничтожение природных ресурсов. Кроме того, было предложено, чтобы выгода от мелиорации может быть нивелирована последствиями уменьшения ширины гавани, что повлияет на количество судов, проходящих через порт Гонконга. Тем не менее Бухта Виктория по-прежнему сохраняет свою важную роль в качестве порта, принимающего ежегодно тысячи международных судов.
Уже давно знаменитая своими живописными видами, гавань является главной туристической достопримечательностью Гонконга. Располагаясь в середине плотной городской застройки в этой территории, гавань является местом ежегодных фейерверков, а её набережные являются популярными местами посещения туристами и местными жителями.

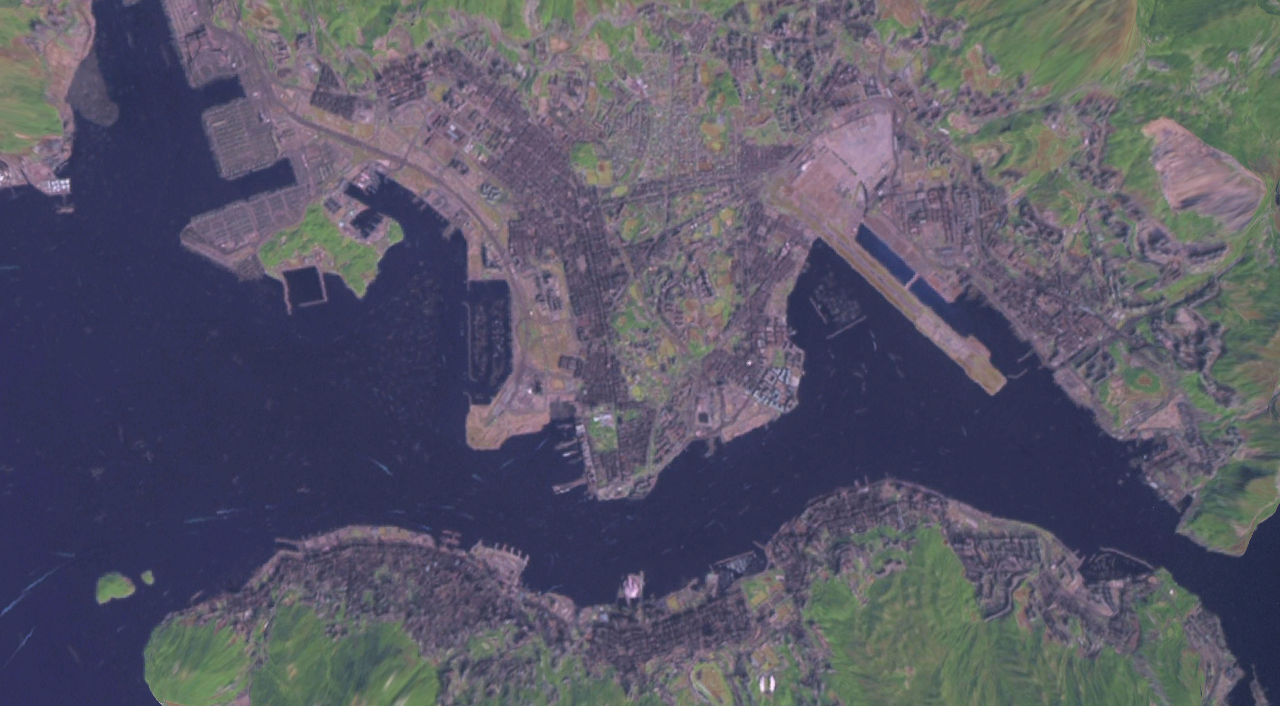
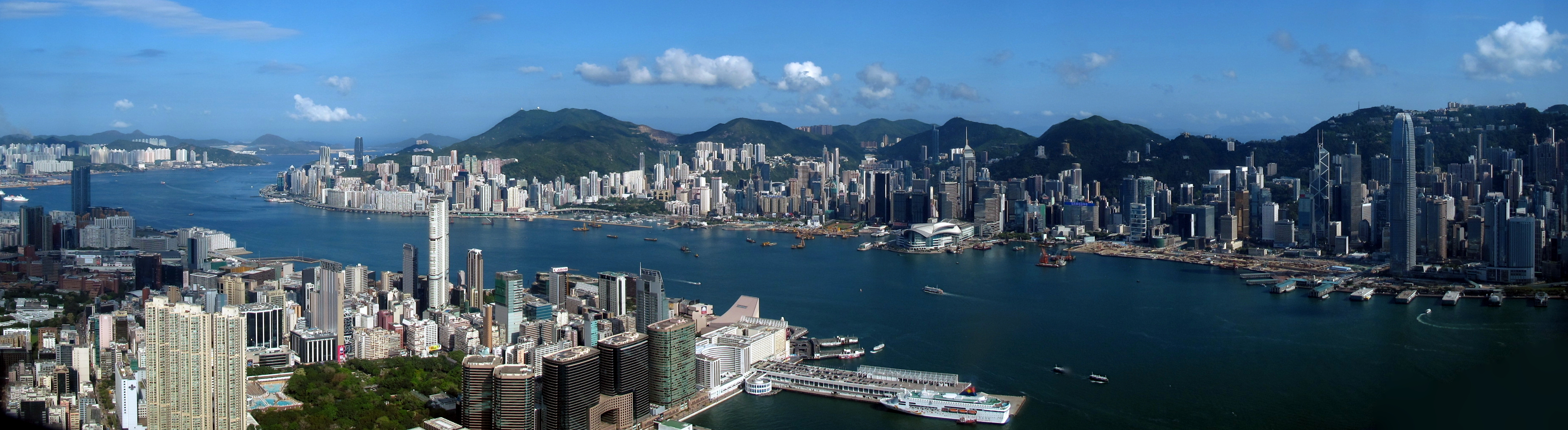
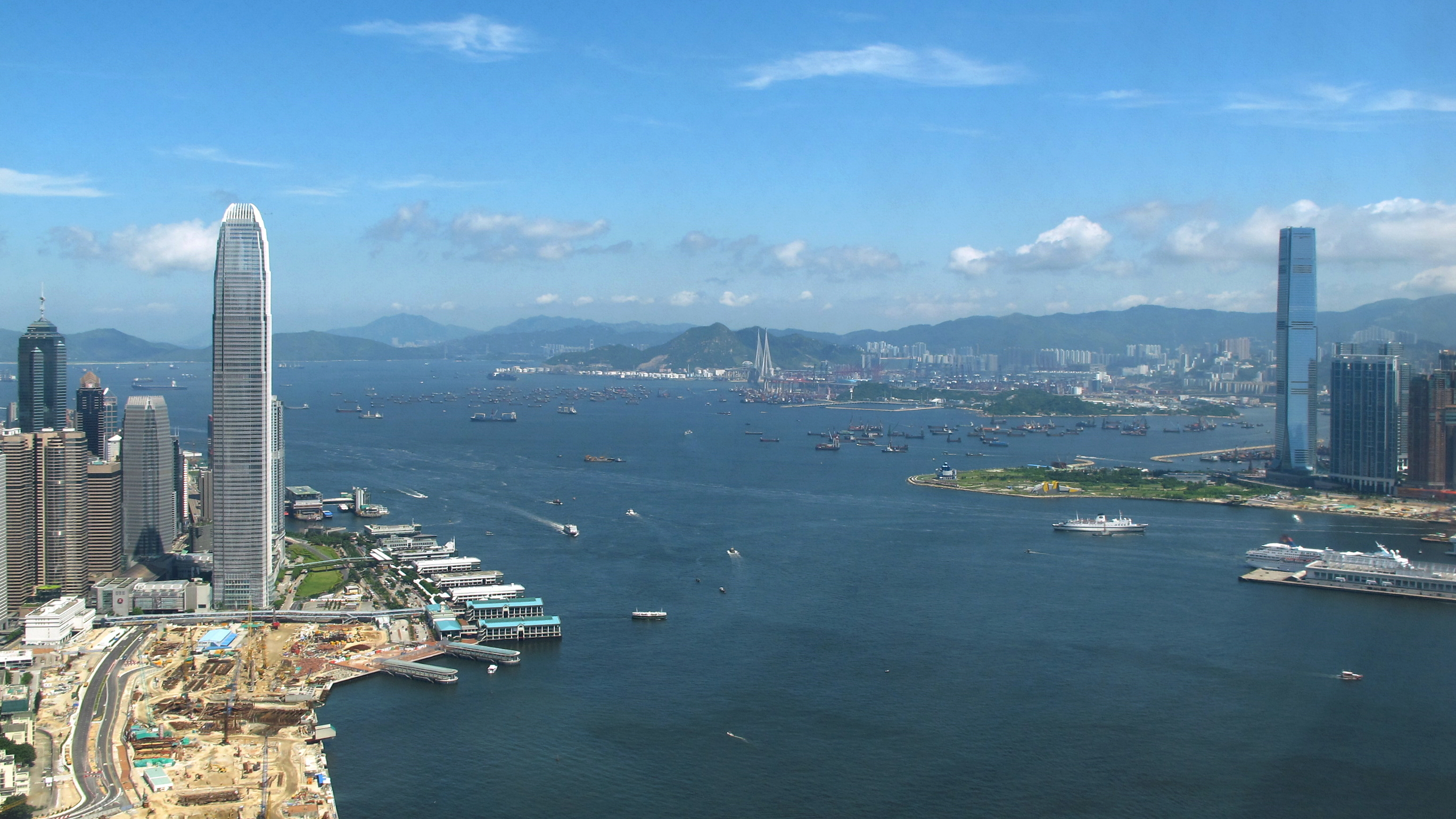
Сентрал-плаза (Гонконг)